# ブリティッシュ・インヴェイジョン

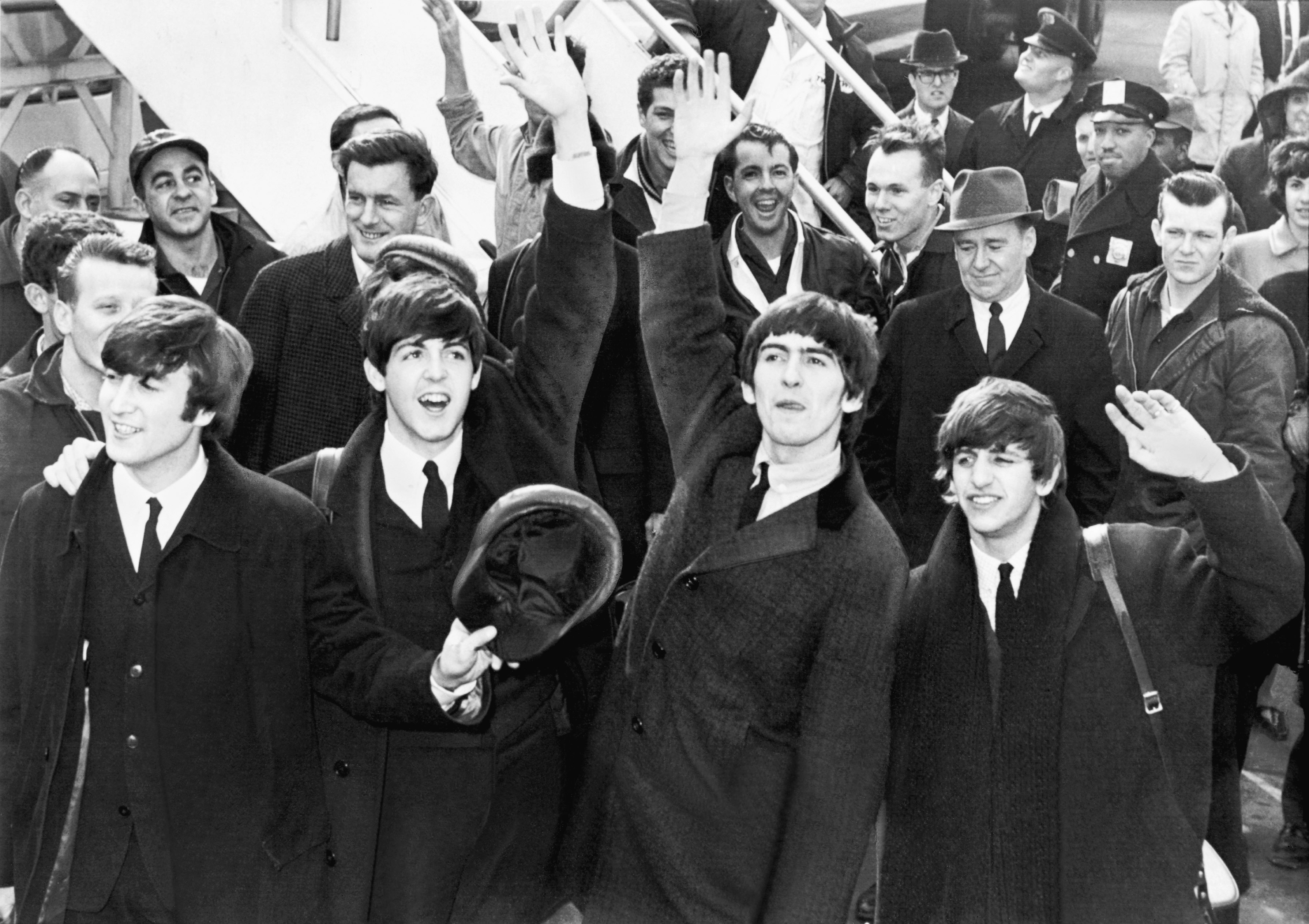
アメリカ合衆国に到着したビートルズ

ブリティッシュ・インヴェイジョン（British Invasion、イギリスの侵略）とは、1960年代半ばにイギリスのロックやポップ・ミュージックをはじめとする英国文化がアメリカ合衆国を席巻し、大西洋の両岸で「カウンターカルチャー」が勃興した現象を指す言葉である。 ブリティッシュ・インヴェイジョンを象徴するバンドとしては、ビートルズ、デイヴ・クラーク・ファイヴ、キンクス、ローリング・ストーンズ、ハーマンズ・ハーミッツ、アニマルズなどが挙げられる。

## 背景
1950年代末、アメリカ合衆国のロックンロールやブルースミュージシャンの反逆的な印象がイギリスの若者の間で人気を博した。同国においてアメリカのロックンロールを模倣しようとする試みは、当初商業的成功の例は殆ど無かったが、トラッド・ジャズに触発され、DIY精神に満ちたスキッフルが大流行した。
イギリスの各地域では、若者たちが結成したバンドがイギリスやアメリカの雑多な音楽性を組み合わせて楽曲を作るようになった。1962年に始まるマージービートや「ビートブーム」として知られるリヴァプールでの動きはその一例であった。
アメリカ合衆国のティーンエイジャーはフェイビアンのようなシングル志向のポップに飽きていたという指摘する論者もいる。モッズとロッカーズという二種類の若者の「ギャング」が1960年代半ばのイギリスで誕生し、ブリティッシュ・インヴェイジョンの音楽に影響をあたえた。モッズ的美意識を有するバンドは非常に人気があったが、ビートルズのように両方の間でバランスをとっていたバンドも成功した。

## 展開

### ビートルマニア

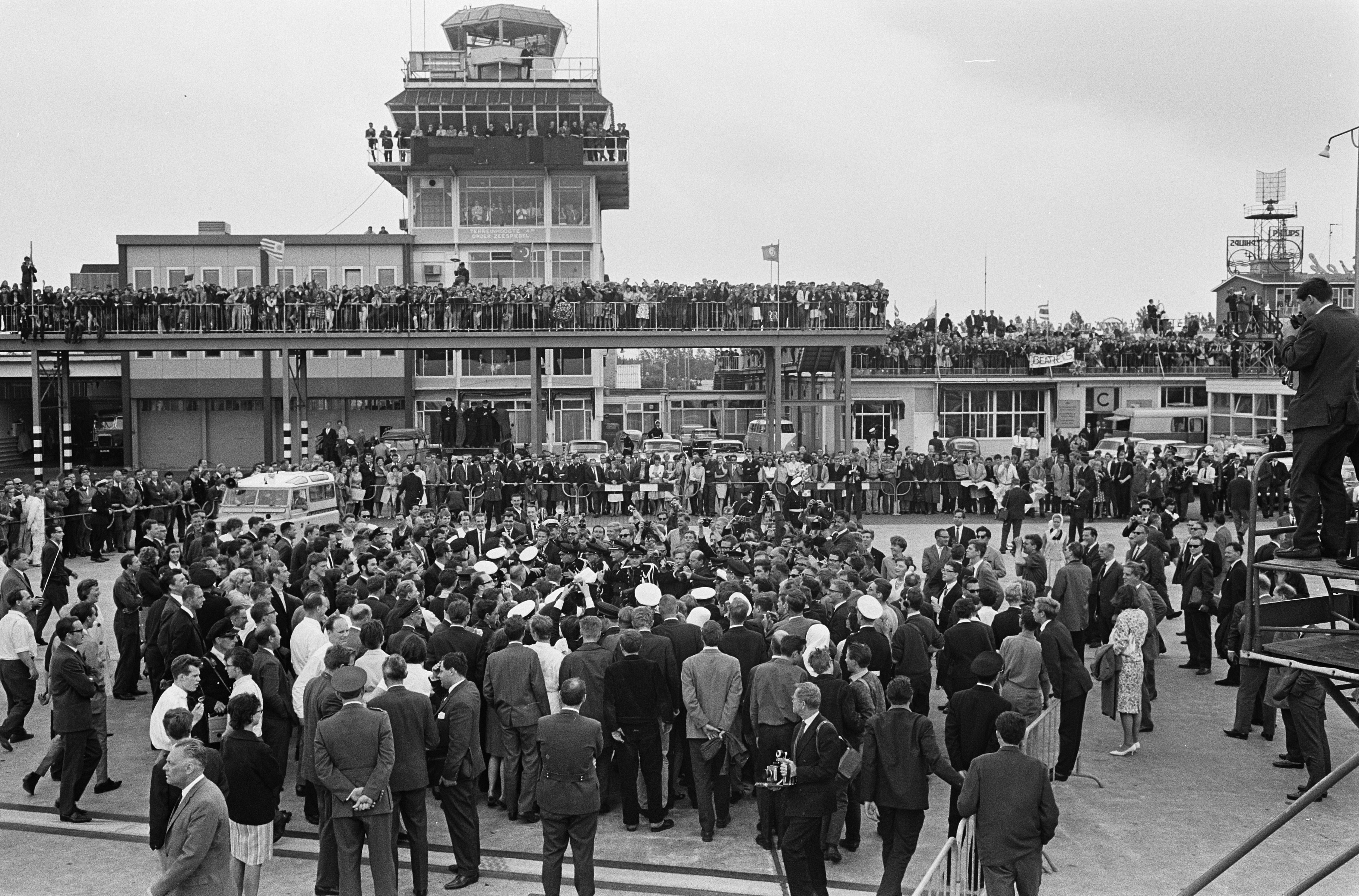
1964年にアムステルダム・スキポール空港でビートルズを迎えようと集まるファンやメディア

1963年10月、アメリカ合衆国で初めて、イングランドにおけるビートルズに対する熱狂に関する記事が新聞で全国的に報道された。ビートルズが11月4日にエリザベス王太后の前で『ロイヤル・ヴァラエティ・パフォーマンス』に出演し、音楽業界とメディアは一気にこのグループに注目するようになった。11月の間だけでも、アメリカでは主要な印刷媒体や2つのネットワークテレビ局の夕方の番組で、「ビートルマニア」として知られる現象に関する多数の報道が行われた。
12月10日、CBSイブニングニュースのキャスターで、明るい出来事を探していたウォルター・クロンカイトは、1963年11月22日のCBSモーニングニュースでマイク・ウォレスが放送したが、ジョン・F・ケネディ大統領暗殺事件のため未公開となった内容を再放送した。メリーランド州シルバースプリングに住む15歳のマーシャ・アルバートは、このリポートを見た翌日、WWDCのDJだったキャロル・ジェイムズに手紙を書き、「なんでアメリカにはこういう音楽がないのでしょうか？」とたずねた。12月17日にジェイムズとアルバートは、ビートルズの「抱きしめたい」を放送した。放送後WWDCには問い合わせが殺到し、ワシントンD.C.のレコード店は取り扱いのないレコードの注文を大量に受けた。またジェイムズがレコードを国中の他のDJに送ると、似たような反応が起こった。12月26日、キャピトル・レコードは予定より3週間早く「抱きしめたい」を発売した。学校の休暇期間にレコードが発売されたことを契機に、ビートルマニアはアメリカ合衆国中に素早く広まった。一方で12月29日には、『ボルティモア・サン』紙が多くの大人たちの冷淡な意見を反映し、ビートルズの「侵略」を否定的に評価する社説を出した。国内の中高年層を中心に批判が展開される中、翌年ビートルズの楽曲は30回もビルボードホット100に到達した。

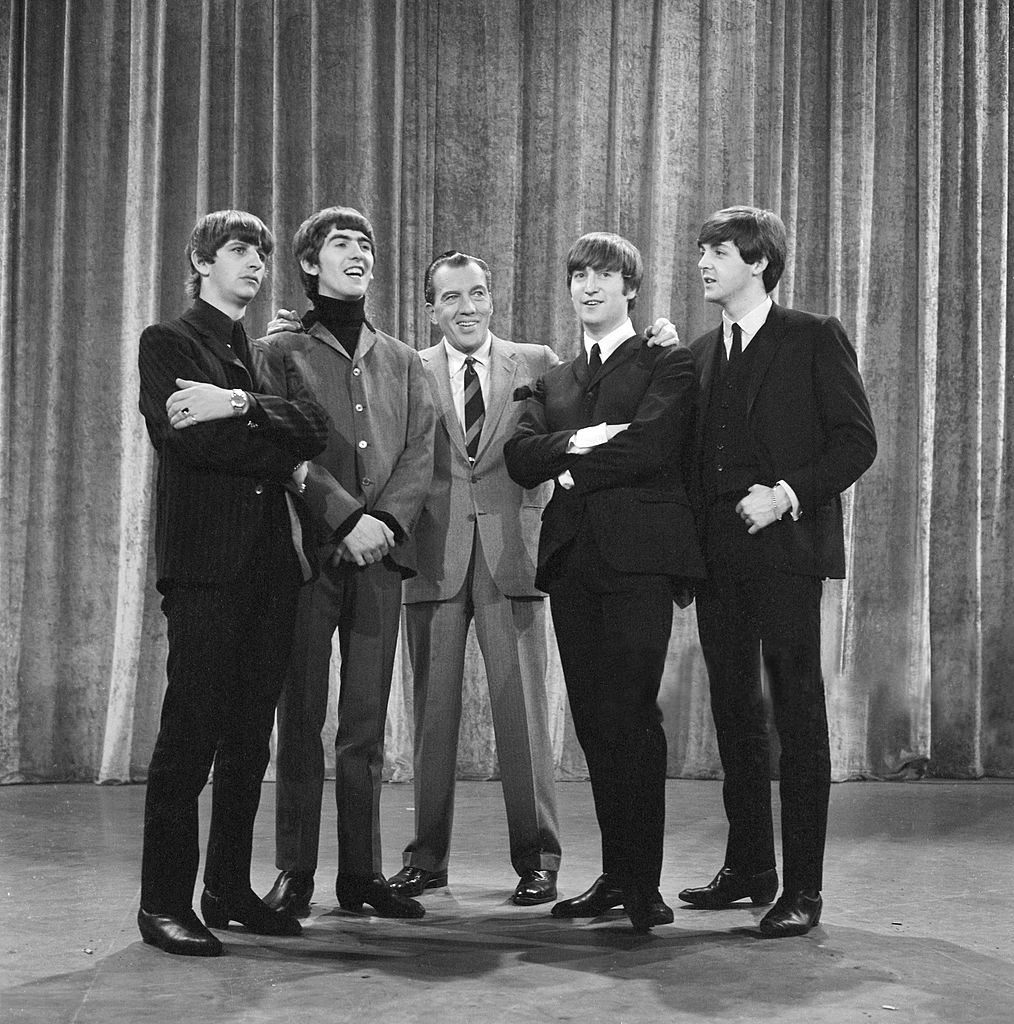
1964年2月、エド・サリヴァンとビートルズ

1964年1月3日、『ザ・ジャック・パー・プログラム』はBBCから提供されたビートルズの公演の映像を放送したが、結果的に3千万人もの視聴者を獲得した。ビートルズのプロデューサーであるジョージ・マーティンはこれにより子供たちの興味がかきたてられたと述べている。放送から約2週間後の1964年の1月中旬に発売された「抱きしめたい」が突如チャートに出現して以降、ビートルズは同国の主要な音楽チャート40種類のほぼ全てで1位に到達し、アメリカでの長期にわたる最初の成功を果たした(「抱きしめたい」は『キャッシュボックス』誌1964年1月25日号(1月18日発売)で1位となった。1964年2月1日にはBillboard Hot 100で1位になった)。1964年2月7日にCBSイブニングニュースは、その午後にアメリカ合衆国に到着したビートルズの映像を放送し、その中で特派員が「今回のブリティッシュ・インヴェイジョンはビートルマニアというコードネームで遂行です」と述べた。2日後の2月9日の日曜日、ビートルズは『エド・サリヴァン・ショー』に出演した。ニールセンの視聴率調査では、アメリカ合衆国の視聴者の45％が同番組を視聴した。
マイケル・ロスによると、『エド・サリヴァン・ショー』は「暖炉の前でスリッパを履いてくつろぐような気楽な経験」とみなされており、1964年2月にテレビを鑑賞していた7300万人の視聴者のうち、ビートルズが今後及ぼしうる影響について理解できた者は多く無かった。
ビートルズに寄せられた多くの反応のうち、社会現象に発展した「ビートルマニア」を肯定的に捉えたのはイギリスのガール・グループであるケアフリーズの"We Love You Beatles" (1964年4月11日に39位)や、"A Love Song to the Beatles"という副題がついているパティ・ケイクスの"I Understand Them"などがある。大混乱に不満の意を示したのはアメリカのグループであるフォー・プレップスの"A Letter to the Beatles" (1964年4月4日に85位)や、アメリカのコメディアンであるアラン・シャーマンの"Pop Hates the Beatles"などがある。
4月4日にビートルズはBillboard Hot 100シングルチャートの上位5位を独占したが、その後同チャートで上位5位を独占したアーティストは、音楽販売が配信主体になった57年後の2021年のドレイクまで現れなかった。ビートルズは『キャッシュボックス』のシングルチャートでも同週に上位5位を独占したが、1位と2位はホット100とは逆であった。グループのチャートにおける圧倒的な成功は1970年に解散するまで続いた。

### ビートルズを越えて
ビートルズが初めてホット100に到達した1週間後、スプリングフィールズを経てソロ活動を開始したダスティ・スプリングフィールドがホット100に到達次のイギリスのミュージシャンとして登場し、「二人だけのデート」で12位を記録した。スプリングフィールドはすぐに他にもヒットを数曲出し、AllMusicによると「当時最良のブルー・アイド・ソウル歌手」となった。1965年になる頃にはブリティッシュ・インヴェイジョンの新たな波が押し寄せる。ホリーズやゾンビーズのようなポップ・ロックで活動するバンドがいた一方、より野心的でブルース志向のアプローチをとるバンドが出現したのである。1965年5月8日、ホット100の上位10位は、2位についたアメリカのバンド、ゲイリー・ルイス&ザ・プレイボーイズの「カウント・ミー・イン」以外、すべてイギリスの楽曲によって占められた。その前の週の『キャッシュボックス』シングルチャートのトップ10についても、6位が"Count Me In"だった以外、ほぼイギリスのミュージシャンが独占した。同年のBillboard Hot 100チャートで1位になった26曲のうちの半分は(1964年から持ち越されたビートルズの「アイ・フィール・ファイン」も含めて)イギリスのミュージシャンであった。イギリスのアーティストが持ち込んだトレンドは1966年以降まで続くことになった。一方でブリティッシュ・インヴェイジョンのアーティストたちは、本国の音楽チャートも独占していた。
ビートルズに代表されるブリティッシュ・インヴェイジョンのアーティストたちの音楽性は、アメリカ合衆国の初期のロックンロールに影響されていたが、このジャンルはインヴェイジョンの頃までに本国での人気を失っていた。しかしながら、後に続いたイギリスの白人ミュージシャンのうち、とりわけローリング・ストーンズやアニマルズのような数少ないグループはブルース、リズム・アンド・ブルースなど黒人文化に起源を持つ音楽を再生させ、こうした楽曲を少なくとも若者に知らしめただけでなく、より「アウトサイダー」的な集団に希求するようになった。こうした音楽は、1950年代にアフリカ系アメリカ人のアーティストが演奏していた時には無視されたり拒否されていたものであった。こうしたバンドはアメリカの中高年層から、反逆的で不健全だと見なされた。一方ローリング・ストーンズはブリティッシュ・インヴェイジョンにおいて、ビートルズに次いで最も重要なバンドとなり、ホット100の1位に8回到達している。時としてこうしたバンドの音楽性への理解不足から、アニマルズのエリック・バードンはアメリカ合衆国で衣装や発言などを制限されて居心地が悪かったと述べている。
ブリティッシュ・インヴェイジョンのアーティストのうち、スウィンギング・ロンドンの時代のモッズと関わりのあるものは時として「フリークビート」と呼ばれることもあった。とりわけアメリカのガレージロックに相当するイギリスのブルースバンドはそう呼ばれた。プリティ・シングスやクリエイションのようなバンドはイギリスのチャートである程度成功し、ジャンルの典型と言われる。一般的には、比較的均質な世界規模で展開する「ロック」という音楽が現れた1967年頃が、インヴェイジョンの終焉と言われる。

## アメリカ音楽への影響
シラキュース大学のポピュラーテレヴィジョンセンター所長であるロバート・J・トンプソンによると、ブリティッシュ・インヴェイジョンによりカウンターカルチャーが主流になった。
ブリティッシュ・インヴェイジョンはポピュラー音楽に非常に強い影響を及ぼし、ロックンロールの制作を国際化し、イギリスのポピュラー音楽は創造性に満ち、商業的にも見込みのある音楽産業の中心地としての立場を確立した。その後に登場するイギリスのパフォーマーが国際的に成功する足がかりにもなった。アメリカでは、ブリティッシュ・インヴェイジョンは恐らくはインストゥルメンタルのサーフミュージック、モータウン以前のガールグループ、フォークリバイバル(のちにフォークロックへと変化した)の流行を終わらせ、1950年代末から60年代にかけてアメリカのチャートを支配していたティーンアイドルも一時的に押さえ込んだ。
このため、既に名声を確立していたチャビー・チェッカーなどのR&Bミュージシャンのキャリアに翳りが見えはじめ、リッキー・ネルソン、ファッツ・ドミノ、エヴァリー・ブラザース、エルヴィス・プレスリー(それでも1964年から1967年までの間に30曲をホット100に送り込んでいる)など、予てより活動してきたロックンロールのミュージシャンが一時的にチャートから閉め出された。活動していたガレージロックのバンドはブリティッシュ・インヴェイジョンの曲調を取り入れるようになる。またこの時期より、次世代に主要な役割を果たすことになるアメリカのバンドがたくさん生まれるようになった。ブリティッシュ・インヴェイジョンはロックというはっきりとしたジャンルの勃興に大きな役割を果たし、ギターとドラムを基本にシンガーソングライターが自作曲を制作するという形のロックバンドが中心となる音楽的潮流を作った。ブリティッシュ・インヴェイジョンと結びつけられるミュージシャンの多くはトレンドが終わるまで生き延びることがなかったが、一方でロックのアイコンとなったミュージシャンもたくさんいる。
音楽以外でも、この時期にはアメリカにおいてイギリス文化がさまざまな点で人気を博し、アメリカ合衆国のメディアはイギリスを音楽とファッションの中心地だと称するようになった。

### 映画・テレビ
映画『ビートルズがやって来るヤァ!ヤァ!ヤァ! 』により、ビートルズは映画進出を果たした。イングランド人の女優ジュリー・アンドルーズがタイトルロールをつとめる『メリー・ポピンズ』は1964年8月27日に公開され、史上もっともアカデミー賞にたくさんノミネートされ、さらに賞も獲得したディズニー映画となった。イギリス人の女優オードリー・ヘプバーンがコックニーを話す花売り娘イライザ・ドゥーリトルを演じた『マイ・フェア・レディ』は1964年12月25日に公開され、アカデミー賞8部門を獲得した。
1962年にショーン・コネリーをジェームズ・ボンド役に迎えて始まった007シリーズのほか、「怒れる若者たち」の感性を生かした『何かいいことないか子猫チャン』や『アルフィー』のような映画がロンドンの映画館を席巻した。ピーター・オトゥールやマイケル・ケインのようなイギリスの新しい役者たちがアメリカ合衆国の観客を惹きつけるようになった。60年代のアカデミー作品賞受賞作のうち4本がイギリスで製作された映画であり、オトゥールがイギリスの軍人T・E・ロレンスを演じた『アラビアのロレンス』は1963年に7部門でアカデミー賞を受賞した。1968年にフランコ・ゼフィレッリ監督が若いイギリス人キャストを起用してシェイクスピア劇を映画化した『ロミオとジュリエット』のヒットなどもこうした動きの中に位置づけられる。
Danger Man (アメリカ放送時にはSecret Agentと改題された)や『おしゃれ(秘)探偵』のようなイギリスのテレビシリーズがアメリカでも放送され、『0011ナポレオン・ソロ』、パロディシリーズである『それ行けスマート』のようなアメリカ産のスパイものテレビ番組が生みだされるようになった。1966年までには、イギリスとアメリカで作られたスパイもののテレビシリーズが西部劇や地方を舞台にしたシットコムと並んでアメリカの視聴者に好まれるようになった。アメリカ特有の音楽を扱うSing Along with MitchやHootenannyのようなテレビ番組はキャンセルされ、Shindig!やHullabalooのようなイギリスの新しいヒット曲を流すのにより適した形の番組にはやばやととってかわられ、こうした新しい番組の一部はイングランドで撮影された。

### ファッション
ビートルズはアメリカの初期ロックンロールのバンドに比べて、ファッションやイメージの点で非常に異なっていた。特徴的な揃いのスーツに包まれたビートルズは、音楽的に初期ロックンロールの慣習を破るのみならず、ファッションの点でも「伝統的なアメリカ男性の衣服のスタイルを刺激する」ようになった。マリー・クヮントのようなスウィンギング・ロンドンのデザイナーが作り、ツイッギーやジーン・シュリンプトンのような先駆的スーパーモデルたちが着用したミニスカートをはじめとするモッズ風のファッションが世界的に人気を博すようになった。こうしたイングランド女性のファッションはアメリカでも注目された。
ブリティッシュ・インヴェイジョンのバンドの中には、すっきりしたスタイルからヒッピー風なファッションへと変化したバンドもおり、アメリカのファッションに影響を及ぼした。

## 第1次ブリティッシュ・インヴェイジョン・アーティストの一覧
1960年代の特定の時期(64-66)に、イギリスからアメリカ合衆国に進出して活躍した歌手やバンドの一覧である。
英語版に倣ってアルファベット順である。
| 名前                                        | 英語表記                          | 作品/備考/補足                                                              |
| ------------------------------------------- | --------------------------------- | --------------------------------------------------------------------------- |
| アニマルズ                                  | The Animals                       | アニマルズの作品(The Animals discography)                                   |
| ビートルズ                                  | The Beatles                       | ビートルズの作品(The Beatles discography)                                   |
| シラ・ブラック                              | Cilla Black                       | シラ・ブラックの作品(Cilla Black discography)                               |
| ハインツ・バート                            | Heinz (singer)                    | -                                                                           |
| チャド&ジェレミー                           | Chad & Jeremy                     | -                                                                           |
| デイヴ・クラーク・ファイヴ                  | The Dave Clark Five               | デイヴ・クラーク・ファイヴの作品(The Dave Clark Five discography)           |
| ペトゥラ・クラーク                          | Petula Clark                      | ペトゥラ・クラークの作品(Petula Clark discography)                          |
| スペンサー・デイヴィス・グループ            | The Spencer Davis Group           | スペンサー・デイヴィス・グループの作品(The Spencer Davis Group discography) |
| ドノヴァン                                  | Donovan                           | ドノヴァンの作品(Donovan discography)                                       |
| マリアンヌ・フェイスフル                    | Marianne Faithful                 | マリアンヌ・フェイスフルの作品(Marianne Faithfull discography)              |
| ジョージィ・フェイム                        | Georgie Fame                      |                                                                             |
| ウェイン・フォンタナ&ザ・マインドベンダーズ | Wayne Fontana and the Mindbenders | -                                                                           |
| ザ・フォーチュンズ                          | The Fortunes                      | -                                                                           |
| ザ・フォーモスト                            | The Fourmost                      | -                                                                           |
| フレディ&ザ・ドリーマーズ                   | Freddie and the Dreamers          | -                                                                           |
| ジェリー&ザ・ペースメイカーズ               | Gerry & The Pacemakers            | -                                                                           |
| ハーマンズ・ハーミッツ                      | Herman's Hermits                  | ハーマンズ・ハーミッツの作品(Herman's Hermits discography)                  |
| ホリーズ                                    | The Hollies                       | ホリーズの作品(The Hollies discography)                                     |
| ハニーカムズ                                | The Honeycombs                    | -                                                                           |
| ジョナサン・キング                          | Jonathan King                     |                                                                             |
| キンクス                                    | The Kinks                         | キンクスの作品(The Kinks discography)                                       |
| ビリー・J・クレイマー                       | Billy J. Kramer                   | -                                                                           |
| ルル                                        | Lulu                              | ルルの作品(Lulu discography)                                                |
| マンフレッド・マン                          | Manfred Mann                      | マンフレッド・マンの作品(Manfred Mann discography)                          |
| ムーディー・ブルース                        | The Moody Blues                   | ムーディー・ブルースの作品(The Moody Blues discography)                     |
| ザ・ナッシュビィル・ティーンズ              | The Nashville Teens               | -                                                                           |
| ニュー・ヴォードヴィル・バンド              | The New Vaudeville Band           | -                                                                           |
| ピーター&ゴードン                           | Peter and Gordon                  | -                                                                           |
| プリティ・シングス                          | The Pretty Things                 |                                                                             |
| ローリング・ストーンズ                      | The Rolling Stones                | ローリング・ストーンズの作品(The Rolling Stones discography)                |
| ザ・サーチャーズ                            | The Searchers                     | ザ・サーチャーズの作品(The Searchers discography)                           |
| サンディー・ショウ                          | Sandie Shaw                       | -                                                                           |
| スモール・フェイセス                        | Small Faces                       | スモール・フェイセスの作品(Small Faces discography)                         |
| ダスティ・スプリングフィールド              | Dusty Springfield                 | ダスティ・スプリングフィールドの作品(Dusty Springfield discography)         |
| スウィンギング・ブルー・ジーンズ            | The Swinging Blue Jeans           | -                                                                           |
| ゼム                                        | Them                              | -                                                                           |
| トレメロウズ                                | The Tremeloes                     | -                                                                           |
| ザ・トロッグス                              | The Troggs                        | -                                                                           |
| トルネイドース                              | The Tornados                      | -                                                                           |
| イアン・ウィットコム                        | Ian Whitcomb                      | -                                                                           |
| ザ・フー                                    | The Who                           | ザ・フーの作品(The Who discography)                                         |
| ヤードバーズ                                | The Yardbirds                     | ヤードバーズの作品(The Yardbirds discography)                               |
| ゾンビーズ                                  | The Zombies                       | -                                                                           |